# Namibia na Mistrzostwach Świata w Lekkoatletyce 2009
Namibia na Mistrzostwach Świata w Lekkoatletyce 2009 – reprezentacja Namibii podczas czempionatu w Berlinie liczyła 4 zawodników. Nie zdobyła żadnego medalu ani miejsca punktowanego.

## Występy reprezentantów Namibii

### Mężczyźni
| Konkurencja | Zawodnik                  | Finał | Finał |
| Konkurencja | Zawodnik                  | Wynik | Poz.  |
| ----------- | ------------------------- | ----- | ----- |
| Maraton     | Reinhold Ndalikokule Iita | NU    |       |

| Konkurencja | Zawodnik     | Kwalifikacje | Kwalifikacje | Finał         | Finał         |
| Konkurencja | Zawodnik     | Wynik        | Poz.         | Wynik         | Poz.          |
| ----------- | ------------ | ------------ | ------------ | ------------- | ------------- |
| Skok w dal  | Stephan Louw | 7,74         | 30.          | Nie awansował | Nie awansował |

### Kobiety
| Konkurencja | Zawodniczka      | Finał      | Finał |
| Konkurencja | Zawodniczka      | Wynik      | Poz.  |
| ----------- | ---------------- | ---------- | ----- |
| Maraton     | Beata Naigambo   | 2:33:05 PB | 24.   |
| Maraton     | Hilaria Johannes | 2:50:19 SB | 56.   |